# ティボー5世 (ブロワ伯)
ティボー5世（Thibaut V de Blois, 1130年 - 1191年1月20日）は、ブロワ伯・シャルトル伯・シャトーダン伯（在位：1152年 - 1191年）。ブロワ伯ティボー4世と妃マティルド・ド・カランティの次男。ティボー善良伯（Thibaut le Bon）と呼ばれた。フランス王ルイ7世の3番目の王妃アデル・ド・シャンパーニュの次兄。シャンパーニュ伯アンリ1世は兄。

## 生涯
中世ユダヤ史資料によれば、1171年に起きたヨーロッパ大陸最初の血の中傷を組織だてて指示した。教会主催の裁判の結果、ユダヤ人共同体の30人から31人が火あぶりにされた。
ティボー5世はシャルトルを第一の居住地とし、市の城壁を修繕した。実兄アンリ1世や他の貴族たちと共に甥のフランス王フィリップ2世に対する反乱に加わった後、彼は王と和解し、第3回十字軍では王を支えた。彼は1190年夏に聖地に到着し、1191年1月20日、アッコ包囲戦のさなかに亡くなった。

## 子女
最初シビーユ・ド・シャトー＝ルナールと結婚。しかし1164年にルイ7世と最初の王妃アリエノール・ダキテーヌの次女アリックスと再婚（同年にティボー5世の兄アンリ1世とアリックスの姉マリーも結婚）し、7人の子をもうけた。
- ティボー（? - 1187年） - 夭折
- ルイ1世（1172年 - 1205年） - ブロワ伯
- アンリ（? - 1185年） - 夭折
- フィリップ（? - 1202年） - 夭折
- マルグリット（1170年 - 1230年） - ブロワ女伯。ルクセンブルク伯・ブルゴーニュ伯オトン1世と結婚。
- アデライード（生没年不詳） - 1190年、フォントヴロー修道院院長となる
- イザベル（1180年 - 1247年/1248年） - シャルトルおよびロモランタン女伯。シュルピス3世・ダンボワーズと結婚、ジャン2世・ド・モンミライユと再婚。